# Варгас, Мелисса
Мелисса Тереса Варгас Абреу (исп. Melissa Teresa Vargas Abreu; род. 16 октября 1999, Сьенфуэгос, Куба) — кубинская и турецкая волейболистка, диагональная нападающая.

## Биография
Начала заниматься волейболом в 8-летнем возрасте в школьной секции. В 2012 году (в возрасте 12 лет) была принята в команду города Сьенфуэгоса, а также в молодёжную сборную Кубы, в составе которой приняла участие в чемпионате NORCECA. За молодёжные сборные страны выступала до 2014 года, дважды выиграв медали на континентальных соревнованиях.
В 2013 дебютировала уже в национальной сборной Кубы, за которую играла до 2016 года, приняв в её составе участие в чемпионате мира 2014, Кубке мира 2015, Панамериканских играх 2015, чемпионате NORCECA 2013, Центральноамериканских и Карибских играх 2014 (бронзовый призёр) и розыгрышах Панамериканского Кубка.
В 2015 году Варгас заключила свой первый профессиональный контракт, переехав по согласованию с Кубинской федерацией волейбола в Чехию, где на протяжении сезона играла за сильнейшую команду страны — «АГЕЛ Простеёв», выиграв с ней чемпионат и Кубок Чехии. По ходу сезона получила тяжёлую травму плеча, из-за которой перенесла операцию и не играла на протяжении следующего сезона. Это вызвало конфликт с национальной федерацией и в январе 2018 Варгас была дисквалифицирована и отстранена от международных матчей.
В 2018 переехала в Турцию, заключив контракт со стамбульским «Фенербахче», за который выступает по настоящее время. Трижды отъезжала в Китай (в 2021, 2022 и 2023 годах), но после окончания чемпионатов Китая (в январе) возвращалась в «Фенербахче». Особенно удачным получилось возвращение в 2023 году, когда Варгас своей яркой игрой помогла своей команде выиграть чемпионат Турции и была признана лучшим игроком первенства.
В 2019 Варгас начала процедуру получения турецкого гражданства. В апреле 2021 года получила турецкий паспорт лично из рук президента страны Эрдогана. После двухлетнего карантина, связанного со сменой спортивного гражданства, с 2023 года начала выступать за сборную Турции и в этом же году привела свою новую сборную к победам в Лиге наций и чемпионате Европы, а сама Варгас на этих турнирах была признана лучшим игроком. В финале Евро против сборной Сербии показала выдающуюся результативность, набрав 41 очко.

### Клубная карьера
- 2012—2015 —  «Сьенфуэгос»;
- 2015—2016 —  «АГЕЛ Простеёв» (Простеёв);
- 2018—2021 —  «Фенербахче (Стамбул);
- 2021—2022 —  «Тяньцзинь Бохай Бэнк» (Тяньцзинь);
- 2022 —  «Фенербахче (Стамбул);
- 2022—2023 —  «Тяньцзинь Бохай Бэнк» (Тяньцзинь);
- 2023 —  «Фенербахче (Стамбул);
- 2023—2024 —  «Тяньцзинь Бохай Бэнк» (Тяньцзинь);
- с 2024 —  «Фенербахче (Стамбул).

## Достижения

### С клубами
- чемпионка Чехии 2016.
- победитель розыгрыша Кубка Чехии 2016.
- двукратная чемпионка Турции — 2023, 2024;
  - 3-кратный серебряный (2021, 2022, 2025) и бронзовый (2019) призёр чемпионатов Турции.
- двукратный победитель розыгрышей Кубка Турции — 2024, 2025;
  - 3-кратный серебряный призёр Кубка Турции — 2019, 2022, 2023.
- 3-кратная чемпионка Китая — 2022, 2023, 2024.
- бронзовый призёр клубного чемпионата мира 2023.

### Со сборными Кубы
- бронзовый призёр Центральноамериканских и Карибских игр 2014.
- серебряный призёр Кубка чемпионов NORCECA 2015.
- серебряный призёр молодёжного чемпионата мира NORCECA 2014.
- бронзовый призёр розыгрыша Панамериканского Кубка среди старших молодёжных команд 2014.

### Со сборной Турции
- победитель Лиги наций 2023.
- чемпионка Европы 2023.

### Индивидуальные
- 2013: лучшая диагональная нападающая розыгрыша Панамериканского Кубка среди молодёжных команд.
- 2014: лучшая диагональная нападающая розыгрыша Панамериканского Кубка среди старших молодёжных команд.
- 2015: лучшая нападающая-доигровщица (одна из двух), лучшая на подаче и самая результативная розыгрыша Панамериканского Кубка.
- 2015: лучшая нападающая-доигровщица (одна из двух) волейбольного турнира Панамериканских игр.
- 2021: лучшая диагональная нападающая чемпионата Турции.
- 2022: лучшая на подаче чемпионата Китая.
- 2023: лучшая на подаче чемпионата Китая.
- 2023: MVP и лучшая диагональная нападающая чемпионата Турции.
- 2023: MVP и лучшая диагональная нападающая Лиги наций.
- 2023: MVP чемпионата Европы.
- 2024: MVP Кубка Турции.
- 2025: MVP Кубка Турции.